# مفاغرة صليبية
المفاغرة الصليبية هي تشابك دموي في أعلى الفخذ للشريان الإلوي السفلي والشريان الفخذي المنعطف الوحشي والأنسي، والفرع المخترق للشريان الفخذي العميق وأيضًا الفرع التشابكي للفرع الخلفي للشريان السدادي. تختلف تلك المفاغرة الصليبية من شخص لآخر، إذ أنه لو سُد الطريق بين ا لشريان الفخذي والشريان الحرقفي الظاهر، فإن الدم سيصل شريان باطن الركبة عن طريق ذلك التشابك الدموي للشرايين.يأخذ الدم المسار التالي: من الشريان الحرقفي الغائر إلى الشريان الإلوي السفلي ثم الفرع المخترق للشريان الفخذي العميق ثم الشريان الفخذي المنعطف الوحشي ثم عن طريق فرعه الهابط إلى الشريان الوحشي العلوي للركبة ومن هنا إلى شريان باطن الركبة.

## التركيب
تسمى امفاغرة الصليبية بهذا الاسم نظرًا لأنها تشكل تشابكًا على شكل صليب مكوناته الأربعة هي:
- الشريان الإلوي السفلي
- الشريان الفخذي المنعطف الوحشي
- الشريان الفخذي المنعطف الأنسي
- الفرع المخترق للشريان الفخذي العميق